# St. Veit an der Glan
St. Veit an der Glan (in sloveno Šentvid ob Glini) è un comune austriaco di 12 525 abitanti nel distretto di St. Veit an der Glan, in Carinzia, del quale è capoluogo e centro maggiore; ha lo status di città capoluogo di distretto (Bezirkshauptstadt).

## Storia
È un'antica cittadina medievale che ha accolto in passato le presenze di re ed imperatori. Nel 1958 ha inglobato il comune soppresso di Sankt Donat.

## Monumenti e luoghi d'interesse
- Castel Weyer
- Castello di Tanzenberg
- Castel Stadelhof
- Castel Kölnhof
- Castel Karlsberg

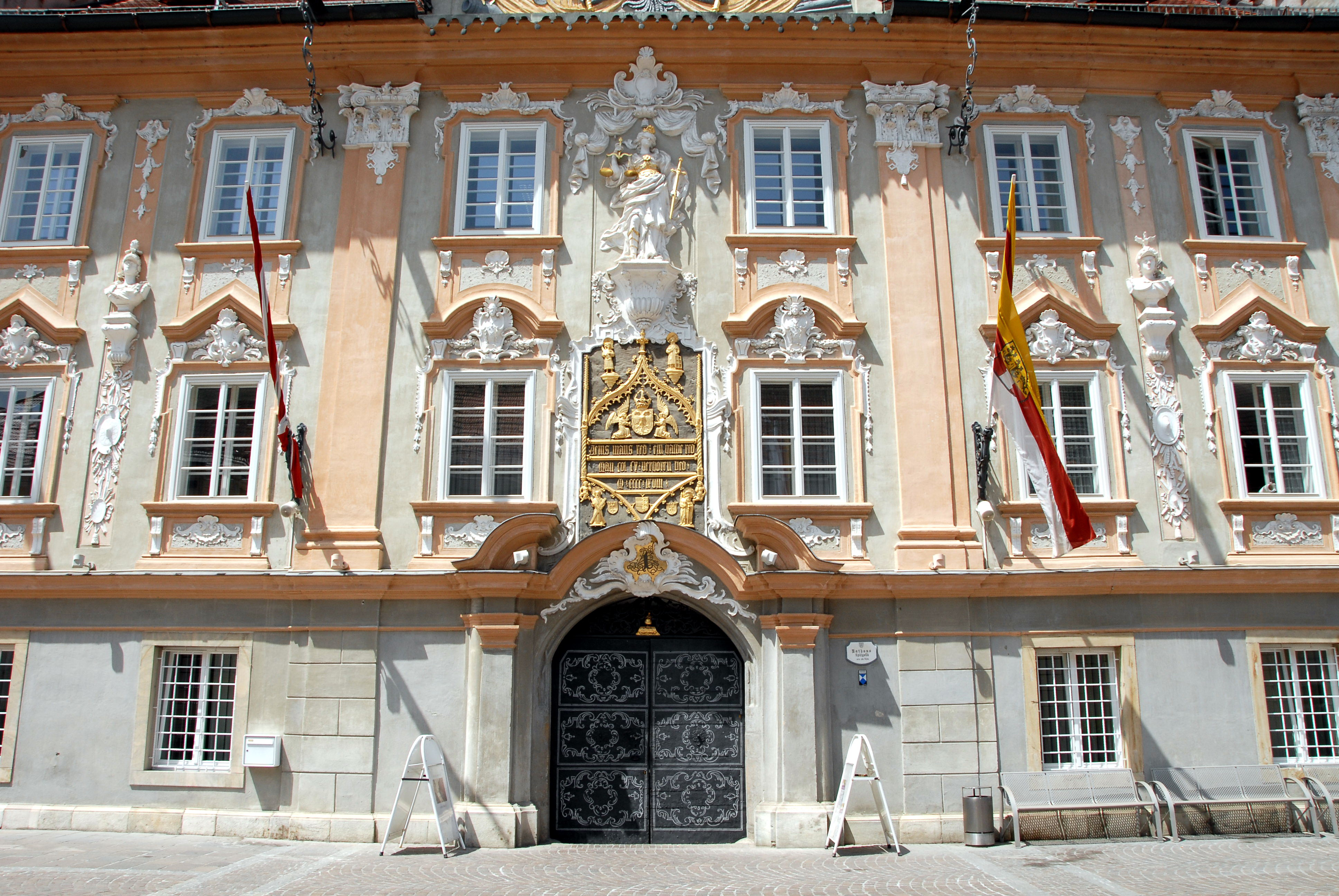
Il municipio

- Il Palazzo Ernst Fuchs (Ernst Fuchs-Palast), o Kunst Hotel, fu costruito da Ernst Fuchs e Robert Roger.[senza fonte]
- Karner, dal 1930 è il monumento che ricorda i caduti in guerra.
- Colonna della peste (Pestsäule), costruita da Angelo de Puti per simboleggiare la regressione della peste.
- Municipio (Rathaus) risale al 1468.

## Amministrazione

### Gemellaggi
- Sundbyberg
- San Vito al Tagliamento

## Sport
La squadra di calcio locale, l'FC Sankt Veit, milita nella Regionalliga Mitte, la terza divisione del campionato di calcio austriaco.